# Ре (Шаранта)
Ре (фр. Raix) — коммуна во Франции, находится в регионе Пуату — Шаранта. Департамент — Шаранта. Входит в состав кантона Вильфаньян. Округ коммуны — Конфолан.
Код INSEE коммуны — 16273.
Коммуна расположена приблизительно в 360 км к юго-западу от Парижа, в 70 км южнее Пуатье, в 40 км к северу от Ангулема.

## Население
Население коммуны на 2008 год составляло 149 человек.
| 1962 | 1968 | 1975 | 1982 | 1990 | 1999 | 2008 |
| ---- | ---- | ---- | ---- | ---- | ---- | ---- |
| 188  | 170  | 171  | 185  | 152  | 150  | 149  |

## Экономика
В 2007 году среди 88 человек в трудоспособном возрасте (15—64 лет) 55 были экономически активными, 33 — неактивными (показатель активности — 62,5 %, в 1999 году было 65,2 %). Из 55 активных работали 47 человек (31 мужчина и 16 женщин), безработных было 8 (1 мужчина и 7 женщин). Среди 33 неактивных 5 человек были учениками или студентами, 18 — пенсионерами, 10 были неактивными по другим причинам.

## Достопримечательности
- Церковь Сен-Бартелеми (XII век). Памятник истории с 1913 года[3]
- Дольмен Фронтьо
- Замок Ре, был перестроен в XVI веке

## Фотогалерея

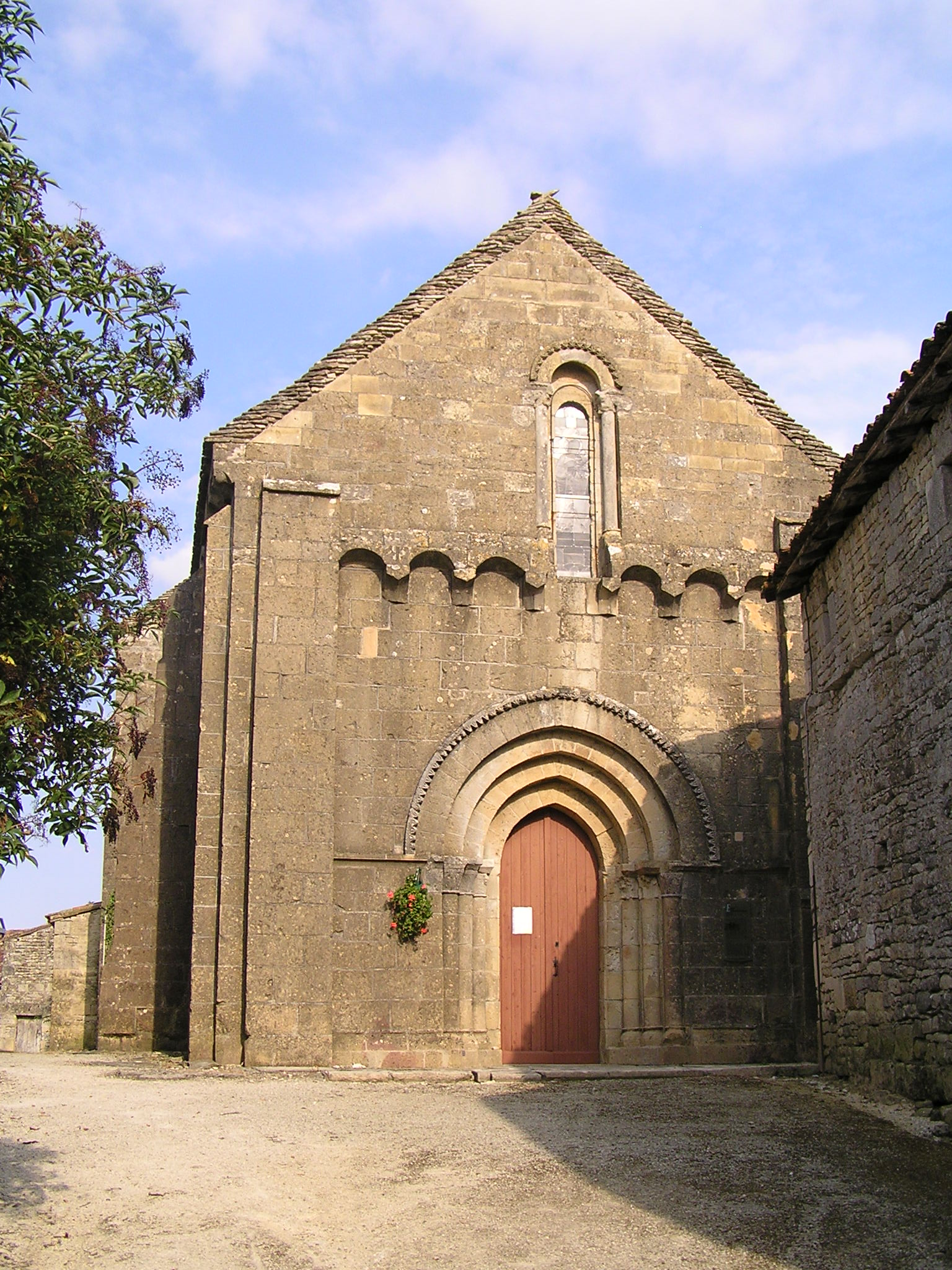
Церковь Сен-Бартелеми
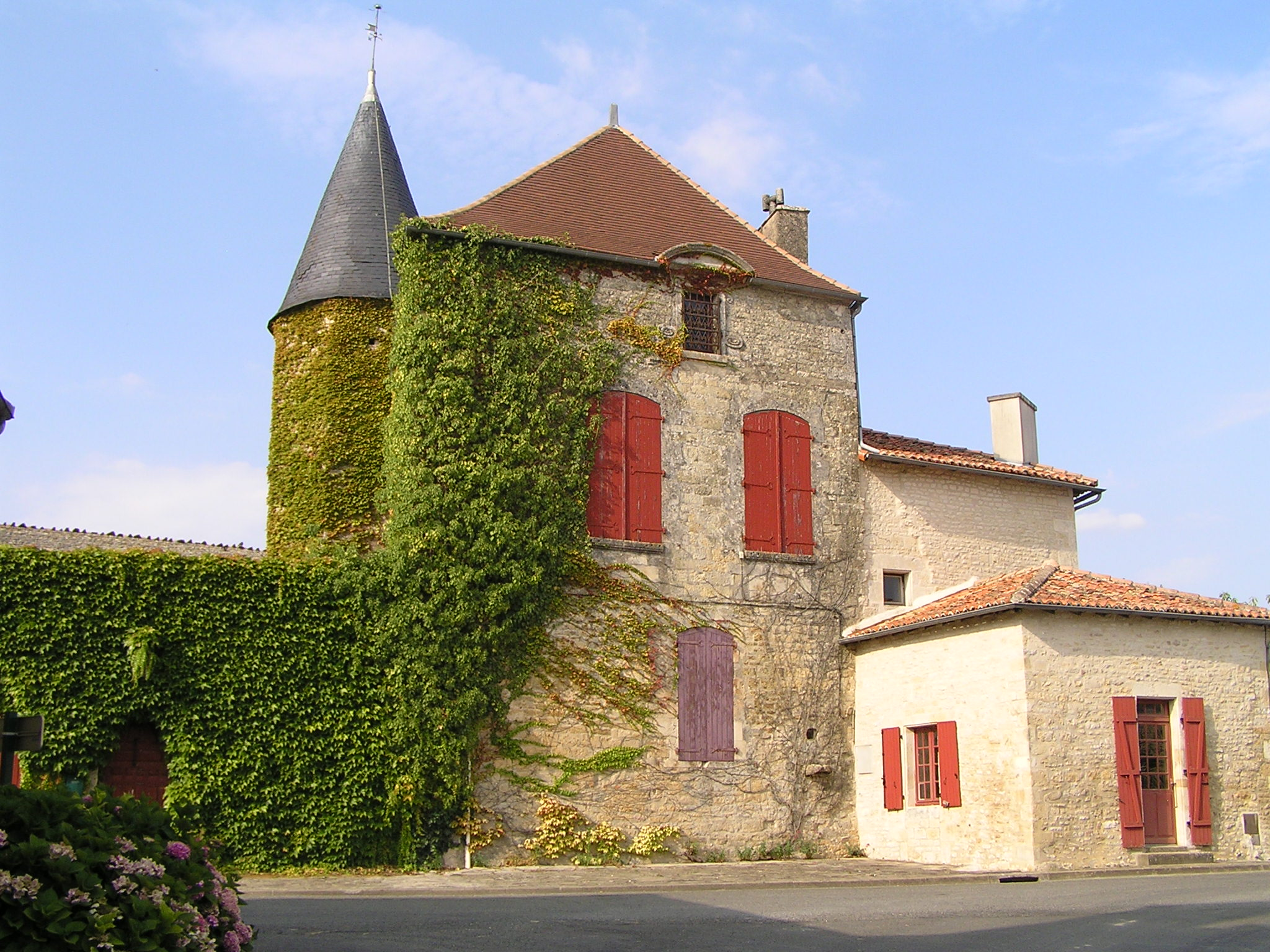
Замок Ре
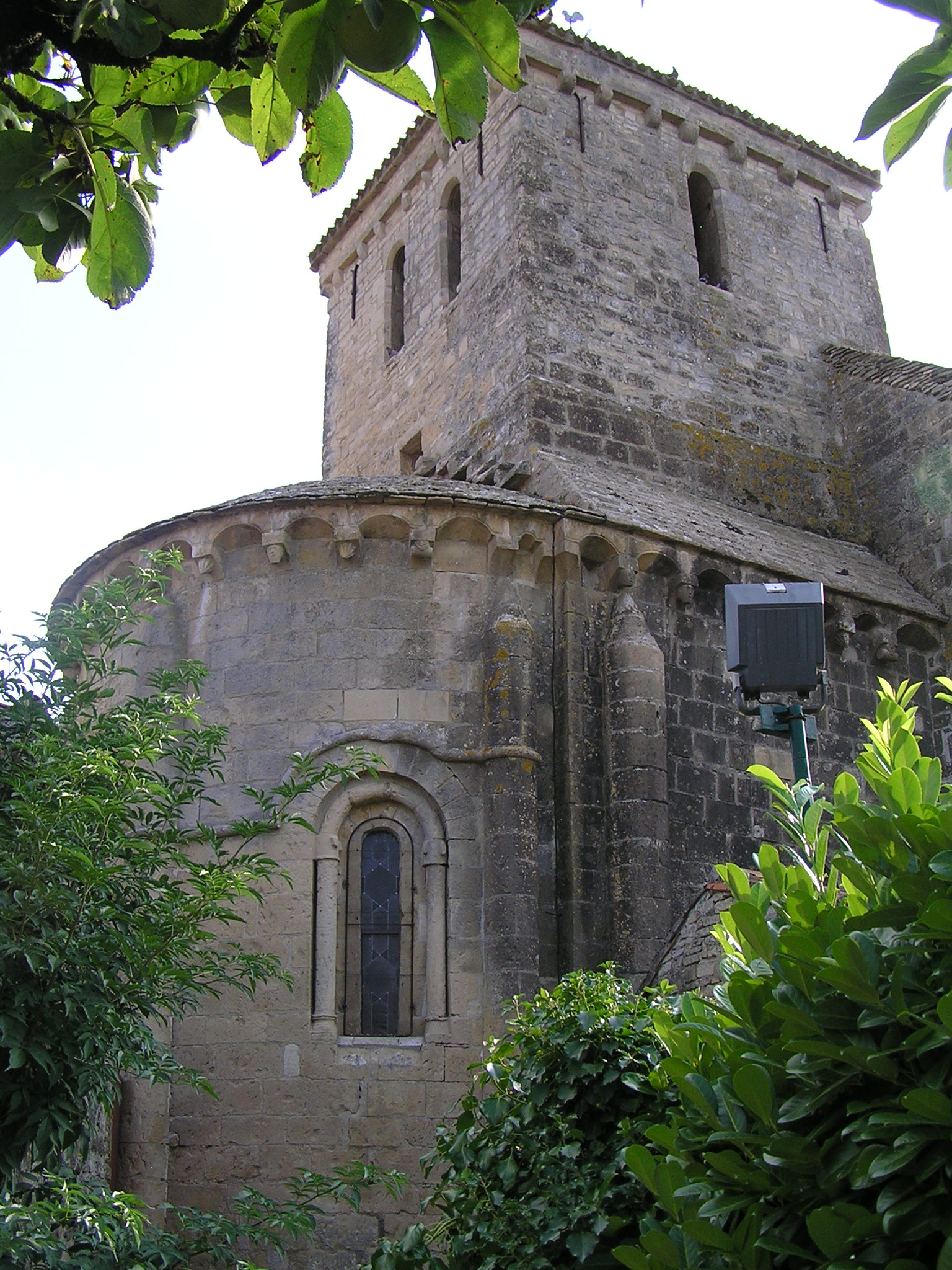
Церковь Сен-Бартелеми